# Cornelis Pieter de Wit
Cornelis Pieter de Wit (Amsterdam, 18 december 1882 – Groningen, 9 februari 1975)  was een Nederlands kunstschilder.
De Wit volgde opleidingen aan de Industrieschool en de Rijksschool voor Kunstnijverheid Amsterdam. In 1907 was hij onderwijzer aan de Industrieschool van de Maatschappij voor den Werkenden Stand in Amsterdam. Een jaar later verhuisde hij naar de stad Groningen, waar hij van 1908 tot 1947 leraar was aan Academie Minerva. Hij gaf er onder andere les in vrij tekenen en anatomie. 
Bij het uitbreken van de Eerste Wereldoorlog werd De Wit opgeroepen voor het leger. Hij was onderofficier bij de vestingartillerie en woonde met zijn gezin in Bussum. In 1916 keerde het gezin terug naar Groningen. Vanaf de jaren 20 nam hij geregeld zijn studenten mee naar buiten, om bijvoorbeeld op de Grote Markt of in de buurt van het Reitdiep te tekenen. Enkele van zijn leerlingen waren Evert Musch en Wladimir de Vries.
De Wit schilderde aanvankelijk vooral stadsgezichten, maar hield zich later meer bezig met landschapschilderkunst; Hij had een zomerhuis in Drenthe en schilderde meerdere keren de omgeving. Hij schilderde impressionistisch, maar maakte in deze stijl weinig ontwikkeling door. De Wit overleed in Groningen, waar hij werd begraven op de Selwerderhof.
- Biografisch Portaal: 56522660
- International Standard Name Identifier: 0000 0003 9508 4835
- Nederlandse Thesaurus van Auteursnamen: 273429019
- RKD-Nederlands Instituut voor Kunstgeschiedenis: 85084
- Virtual International Authority File: 289718213
- WorldCat: E39PBJr3xvDfdQYkWMM8xfp3wC